# Södertälje RK
Södertälje Rugby Klubb är en rugbyklubb som bildades den 17 december 1968 i stadsdelen Brunnsäng i Södertälje.
Laget spelar i Division 1norr 2018 men är kanske mest känt för en bra ungdomsverksamhet som de senaste åren gett klubben ett antal SM-guld på junior- och ungdomsnivå. Hemmaplan är Brunnsängs IP i Södertälje.
Klubben förfogar över lag i U9, U11, U13, U15, U17, Junior och senior. 